# カッコウアザミ
カッコウアザミ（学名：Ageratum conyzoides）はキク科カッコウアザミ属の一年生草本。帰化植物。

## 特徴
植物体全体に白い毛がある。茎は直立し分枝があり高さ30–60 cm。葉は対生する。葉柄があり、葉身は卵形またはわずかに心形で、葉の基部は湾入しないことが多い。葉縁に浅い鋸歯がある。花は白～淡青紫色の筒状花からなる頭状花を多数つける。総苞はほぼ球形。総苞片は鋸歯がありほぼ無毛。果実は四角柱状で黒く光沢があり、のぎ状の冠毛は5本あり、果体とほぼ同長。果実落下後の花床に総苞片が残る。種子繁殖する。

## 分布と生育環境
熱帯アメリカ原産で、日本へは明治初年に観賞用に導入された。世界の熱帯～温帯南部にかけて普通に帰化している畑地雑草。除草剤がまかれた場所にも多い。和歌山県以南で帰化状態にあり、沖縄や小笠原では周年発生する。暖帯では春に発生し、花期は夏～秋。

## ギャラリー
カッコウアザミ（2025年5月 沖縄県石垣市真栄里）
- 葉の基部は湾入しないことが多い
- 総苞。総苞片は鋸歯がある
- 総苞片が残る
- 5本の冠毛をもつ種子
- 生育